# Josef Bachlechner der Jüngere
Josef Bachlechner der Jüngere (* 3. März 1921 in Hall in Tirol; † 20. Dezember 1979 ebenda) war ein österreichischer Bildhauer.

## Leben
Josef Bachlechner wurde als Sohn des Bildhauers Josef Bachlechners des Älteren in Hall geboren. Nach dem Besuch der Gewerbeschule in Innsbruck bei Hans Pontiller arbeitete er im Atelier Jakob Adlharts in Salzburg. Nach dem Zweiten Weltkrieg ließ er sich als freischaffender Bildhauer in Hall nieder. 1979 wurde ihm das Ehrenzeichen der Stadt Hall verliehen, das ihm aufgrund seines überraschenden Todes nicht mehr überreicht werden konnte.
Bachlechner schuf hauptsächlich religiöse Werke, löste sich dabei aber vom Vorbild seines Vaters und seiner Lehrer und entwickelte einen eigenständigen Stil. Seine Bronzefiguren sind meist schlanke Gestalten mit ausdrucksvoller Gebärdensprache und streng stilisiertem Faltenwurf der Kleidung.

## Ausstellungen
- 1950: Neue Christliche Kunst
- 1962 und 1964: Biennale Christlicher Kunst, Salzburg
- 1965: Vatikanischer Pavillon, Weltausstellung New York
- 1966: Contemporary Christian Art, New York
- 1974: Palais Liechtenstein, Feldkirch
- 1980: Burg Hasegg, Hall

## Werke

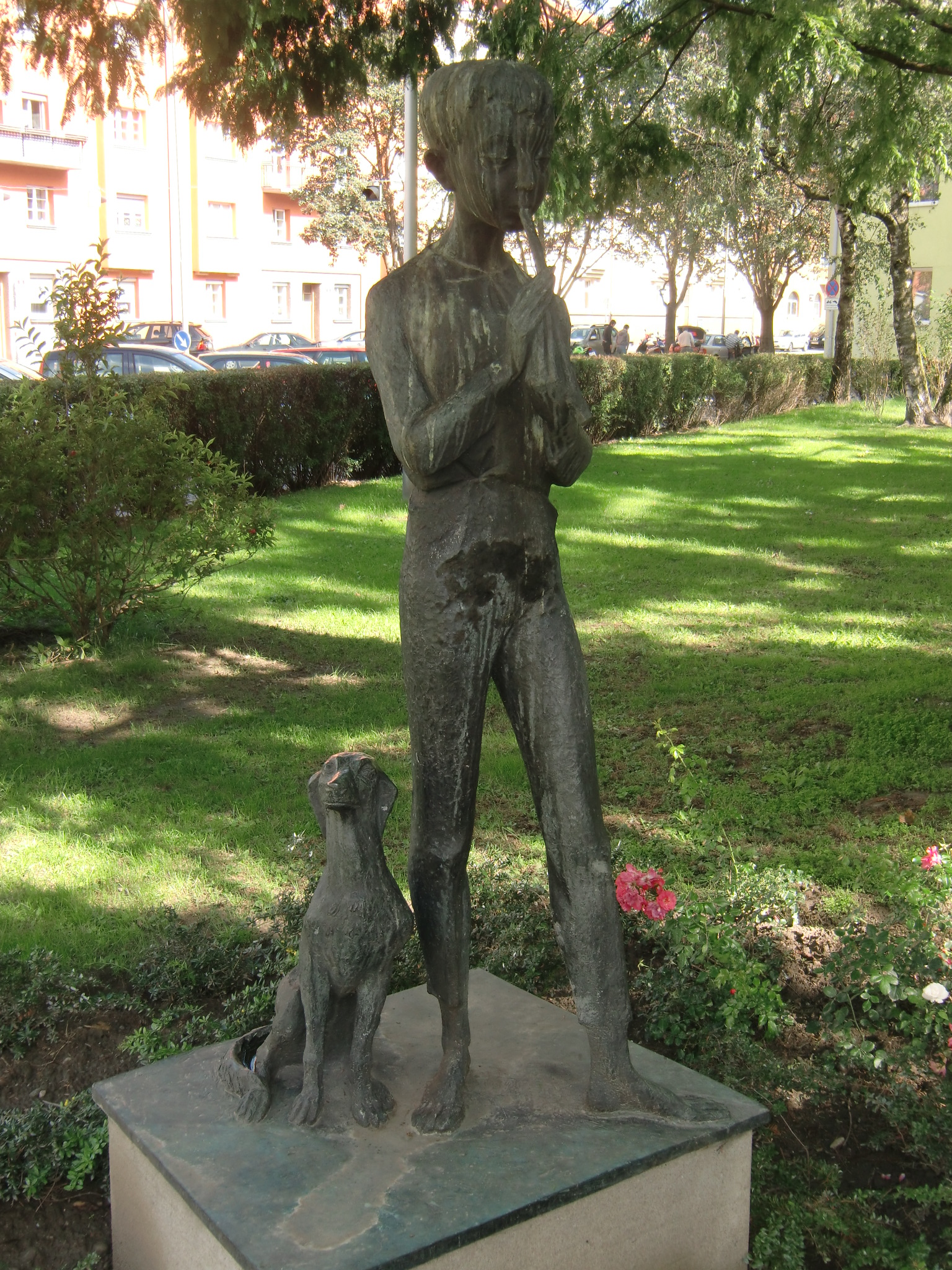
Maienflötenspieler (1962)

- mit dem Architekten Franz Kotek: 1963: Bronze-Erinnerungstafel zur 600-jährigen Vereinigung Tirols mit Österreich am Landhausplatz in Innsbruck[1]
- 1962: Kleindenkmal Maienpfeifenbläser aus Bronze in der Mandelsbergerstraße in Innsbruck-Wilten[1]
- 1971: Fieberbrunnen unterhalb der Pfarrkirche mit Denkmal zu Margarete Maultasch in Fieberbrunn[1]
- Relieffiguren in der 1954 erbauten Herz-Jesu-Kapelle in Eichholz-Filen in Fließ[1]
- 1951: Steinrelief Madonna in der Altarnische der Friedhofskapelle im Friedhof der Pfarrkirche hl. Michael in Gnadenwald[1]
- 1957: Teilweise Neugestaltung des Hochaltars der Klosterkirche hl. Martin in Gnadenwald[1]
- 1955: Steinreliefs an der Choremporenwand in der Franziskanerkirche in Hall in Tirol[1]
- Entwurf der Expositurkirche hl. Maria in Kolsassberg, ausgeführt vom Baumeister Herbert Junker, ebendort Bronzeportal mit expressiver Verkündigungsgruppe, Kruzifix, Madonnenfigur[1]
- 1968: Brunnenschale mit Bronzereliefsäule im neuen Friedhof am Rettlsteinerweg in Wattens[1]
- 1953: Dr.-Karl-Steiner-Brunnen mit Bronzewasserspeier und Büste in der Karl-Steiner-Siedlung in Wattens[1]
- 1959: Figuren Christus in der Mandorla zwischen Maria und Josef, hl. Vinzenz am Hochaltar der Neuromanischen Klosterkirche der Barmherzigen Schwestern in Zams[1]